# Бижанов, Хусаин
Хусаин Бижанов — советский хозяйственный, государственный и политический деятель.

## Биография
Родился в 1920 году в селе Асы-Сага. Член КПСС.
В 1937 году успешно окончил школу села Ассы-Сага, затем поступил на учебу в Тургенское педагогическое училище.
С началом Великой Отечественной войны, Хусаин Бижанович отправляется добровольцем в ряды Советской Армии. Участвовал в сражениях при битве за Сталинград. Отделение, а затем взвод, которыми командовал Хусаин Бижанович  показывали примеры мужества и храбрости. В 1943 году он был тяжело ранен,  осколками мины были перебиты  обе ноги. После долгого лечения в госпиталях его демобилизовали по состоянию здоровья  и отправили  домой.
С 1943 по 1945 годы он работает учителем,  затем директором неполной средней школы села Ассы-Сага, а с 1945 по 1948 годы – заведующим Чиликского районного отдела и методистом областного отдела народного образования.
В 1948 году Бижанова Х.Б. направляют в приграничный Нарынкольский (ныне Райымбекский) район Алма-Атинской области для усиления системы образования - на должность директора Каратоганской неполной средней школы.
Он быстро вникает в дело и в течение  года выводит образовательный процесс на должный уровень. Это не остается незамеченным и его переводят  заведующим районного отдела народного образования, а с 1955 года – заместителем председателя исполкома Нарынкольского районного Совета народных депутатов.
После обучения в Алма-Атинской высшей партийной школе (1956-1960г.г.) его избирают секретарем, вторым секретарем Нарынкольского райкома Компартии Казахстана (1960-1962г.г.).
С 1962 по 1969 год Хусаин Бижанович  работает первым секретарем Балхашского райкома Компартии Казахстана. За семь лет  неустанной организаторской деятельности  в районе был освоен Акдалинский массив, созданы новые рисоводческие совхозы, построены  Тасмурынский канал,  асфальтированная  автодорога Или-Баканас, Баканас-Карой современная школа-интернат для детей животноводов, много других объектов социально-культурного назначения.
В 1969 году Бижанова Х.Б направляют первым секретарем Чиликского райкома Компартии Казахстана. Обладая хорошими организаторскими способностями, имея большой опыт работы с людьми, он консолидирует деятельность многонационального населения на поступательное развитие региона, повышение его благосостояния. За годы руководства районом (1969-1983 г.г.) организовано 5 новых совхозов, 17 животноводческих комплексов, увеличено производство зерновых плодоовощных культур, поголовье общественного скота, сдано в эксплуатацию 19 школ, 12 клубов и домов культуры. Район дважды награждался Переходящим Красным Знаменем ЦК КПСС, Совета Министров СССР и ВЦСПС.
Значительна заслуга Хусаина Бижановича в строительстве Бартогайского водохранилища и Большого Алма-Атинского канала. Возведение их, как и любых грандиозных объектов, не обошлось  без многочисленных проблем. Совместно с заинтересованными руководителями министерств  и ведомств он активно продвигал их решение в Госплане, Госснабе, Кабинете министров и в ЦК Компартии Казахстана. По проблемам данных объектов неоднократно был на приеме у Димаша Ахметовича Кунаева – первого секретаря ЦК Компартии Казахстана. Недаром во время ввода водохранилища и канала в эксплуатацию при стечении большого количества людей и руководителей республики почетную миссию разрезания ленты предоставили Кунаеву Д.А. и Бижанову Х.Б.
Бижанов Х.Б. был делегатом ХХIV   съезда КПСС (1971 г.), XII, XIII, XIV, XV съездов Компартии Казахстана, дважды избирался в состав ЦК Компартии Казахстана, был депутатом Верховного Совета Казахской ССР восьмого созыва.
За многолетнюю и плодотворную работу в партийных и советских  органах Бижанов Х.Б.  награжден орденами Ленина, Октябрьской революции, двумя орденами Трудового Красного Знамени, Дружбы народов и многими медалями.
За проявленный подвиг и героизм в годы Великой Отечественной войны удостоен орденов Отечественной войны 2-й степени и Красной звезды.
Трижды награждался Почетными Грамотами Верховного Совета Казахской ССР.
Старший сын Бижанов Нурахмет, кандидат технических наук, был одним из организаторов системы чрезвычайных ситуаций Казахстана, на руководящей должности в которой он проработал порядка 20-и лет, возглавлял Агентство РК по ЧС.
Второй сын Бижанов Ахан, доктор политических наук, был помошником Первого президента РК, председателем Алматинского городского Совета народных депутатов, избирался депутатом Верховного Совета Казахской ССР XIII созыва,  дважды избрался сенатором и председателем соответствующих комитетов Сената Парламента республики.
Другие дети -  Бекмурат, Айдын, Алмаша, Ермурат и Ренат
Умер в 1997 году.

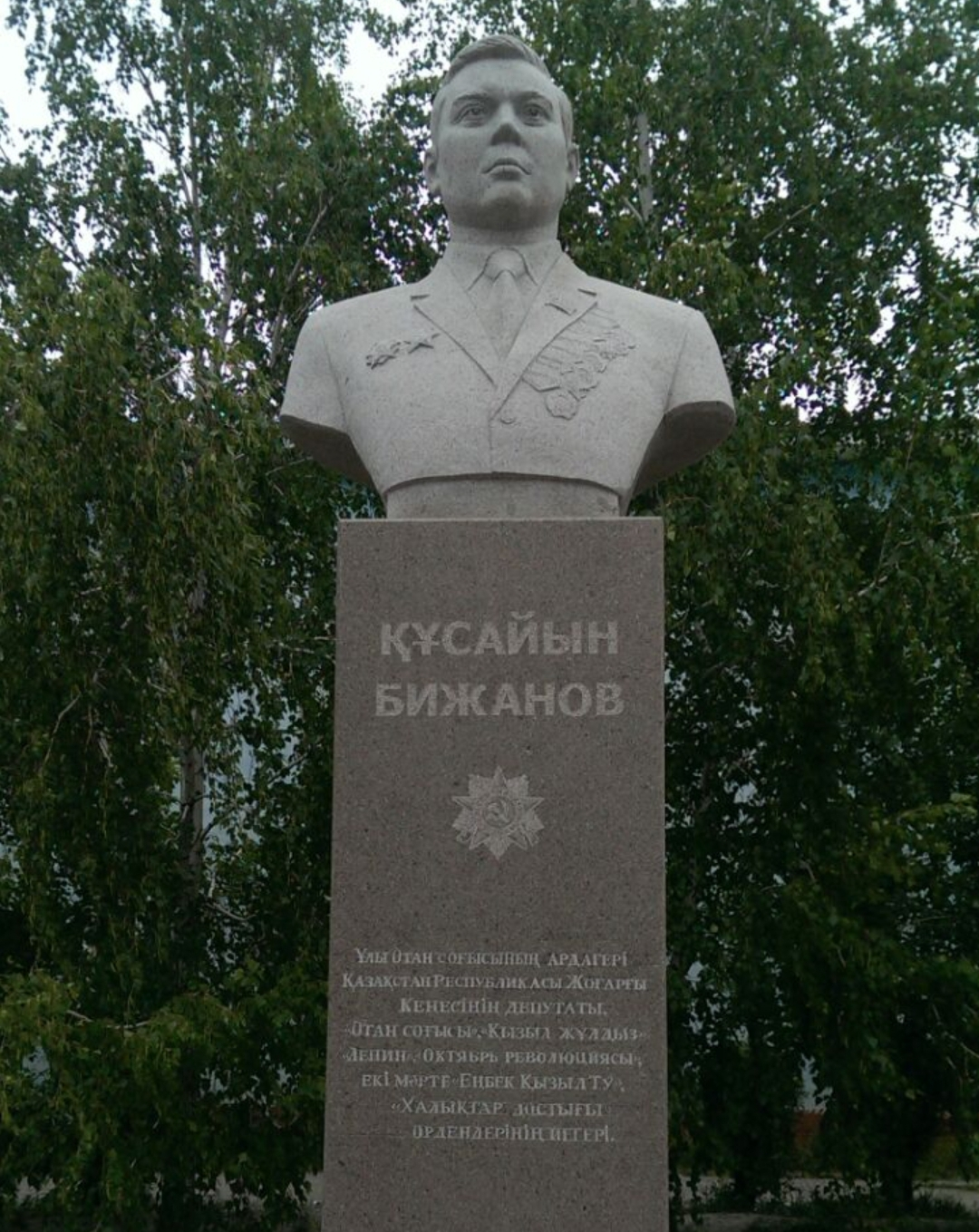

Своим ответственным отношением к порученному делу, беззаветным служением Отечеству он снискал уважение народа и руководства страны. В честь значительных  заслуг его именем названы село Хусаина Бижанова в Чиликском (ныне Енбекшиказахском) районе, школа и улица в с. Чилик  (ныне Шелек), улица в с. Баканас. Благодарные земляки воздвигли ему памятник возле школы его имени.